# Ведомство федерального канцлера Германии
Ведомство федерального канцлера Германии (нем. Bundeskanzleramt) — ведомство в структуре органов исполнительной власти ФРГ, в задачи которого входит обеспечение деятельности федерального канцлера Германии.
В здании Ведомства федерального секретаря (бундесканцлера) находится кабинет федерального секретаря (бундесканцлера) Германии.

## Структура ведомства
В структуру Ведомства федерального канцлера Германии входят следующие подразделения:
- Отдел 1: Внутренняя и правовая политика.
- Отдел 2: Внешняя политика, политика безопасности и политика стимулирования социально-экономического развития развивающихся стран.
- Отдел 3: Социальная политика, политика здравоохранения и рынка труда, инфраструктурная и общественная политика.
- Отдел 4: Экономическая и финансовая политика.
- Отдел 5: Европейская политика.
- Отдел 6: Федеральная разведывательная служба (БНД), координация разведывательных служб.

## Здание
Новое здание Ведомства федерального канцлера сразу стало одной из достопримечательностей Берлина. Решение о его строительстве было принято в связи с объединением Германий (ФРГ и ГДР) и переносом столицы ФРГ из Бонна в Берлин. Здание было построено за четыре года, и 2 мая 2001 года стало официальным местом работы правительства нового ФРГ. Оно находится в так называемой излучине реки Шпрее, практически в центре правительственного квартала «Федеральная лента», буквально в нескольких шагах от Бранденбургских ворот и Рейхстага. Ведомство было построено по проекту Акселя Шультеса и Шарлотты Франк, в общей сложности обошлось казне ФРГ в 465 миллионов немецких марок. 36-метровое здание имеет прозрачный фасад, который напоминает театральную декорацию. Зал заседаний правительства находится на седьмом этаже центрального блока, на восьмом этаже располагается кабинет федерального канцлера, на самом верхнем этаже располагалась квартира прошлого канцлера Германии — Герхарда Шрёдера.